# Yerko Muñoz
Yerko Rodrigo Muñoz Villarroel (Santiago, Región Metropolitana de Santiago, Chile, 16 de marzo de 1996) es un futbolista chileno. Juega de mediocampista.

## Trayectoria
Formado en las divisiones inferiores del Santiago Wanderers de Valparaíso pasó a ser parte del primer equipo caturro en la Temporada 2015/16, debutando en la derrota de su escuadra frente a Colo-Colo en la última fecha de la fase regular del Clausura 2016 donde convertiría además su primer gol como profesional.

## Selección nacional
Fue parte de la Selección de fútbol sub-15 de Chile en una pre nómina pero nunca disputó competencias oficiales.

## Estadísticas

### Clubes
| Santiago Wanderers · Chile |               |               |    |    |    |    |    |    |    |   |  |  |  |  |  |
| 1ª                         | 2016-C        | 1             | 1  | -- | -- | -- | -- | 1  | 1  |   |  |  |  |  |  |
| 1ª                         | 2016-A        | --            | -- | -- | -- | -- | -- | -- | -- |   |  |  |  |  |  |
| 1ª                         | 2017-C        | 4             | 0  | -- | -- | -- | -- | 4  | 0  |   |  |  |  |  |  |
| Total club                 | Total club    | 5             | 1  | -- | -- | -- | -- | 5  | 1  |   |  |  |  |  |  |
| Deportes Pintana · Chile   |               |               |    |    |    |    |    |    |    |   |  |  |  |  |  |
| 3ª                         | 2017          | 5             | 0  | -- | -- | -- | -- | 5  | 0  |   |  |  |  |  |  |
| Total club                 | Total club    | 5             | 0  | -- | -- | -- | -- | 5  | 0  |   |  |  |  |  |  |
| Trasandino · Chile         |               |               |    |    |    |    |    |    |    |   |  |  |  |  |  |
| 4ª                         | 2018          | 4             | 0  | -- | -- | -- | -- | 4  | 0  |   |  |  |  |  |  |
| Total club                 | Total club    | 4             | 0  | -- | -- | -- | -- | 4  | 0  |   |  |  |  |  |  |
| Total carrera              | Total carrera | Total carrera | 14 | 1  | -- | -- | -- | -- | 14 | 1 |  |  |  |  |  |
|                            |               |               |    |    |    |    |    |    |    |   |  |  |  |  |  |

### Resumen estadístico
|                              | Partidos | Goles |
| ---------------------------- | -------- | ----- |
| Primera División             | 5        | 1     |
| Segunda División Profesional | 5        | 0     |
| Tercera División A           | 4        | 0     |
| Total                        | 14       | 1     |